# Jumeirah-Moschee
Die Jumeirah-Moschee oder Dschumeira-Moschee (arabisch مسجد جميرا) ist eine Moschee in der Stadt Dubai in den Vereinigten Arabischen Emiraten. Mit dem Bau wurde 1975 begonnen, und 1979 wurde das Gebäude vollendet. Die Moschee ist eine Kombination historischer islamischer Baustile, darunter denen der Fatimiden und Mamluken. Sie war ein Geschenk des verstorbenen Emirs Raschid bin Said Al Maktum, des ehemaligen Herrschers von Dubai, an seinen Sohn und Erben, Scheich Mohammed bin Raschid Al Maktum. In der Moschee finden knapp 1200 Gläubige Platz.
Die Moschee wird von Sheikh Mohammed Centre for Cultural Understanding (SMCCU), eine von Emir Mohammed gegründete Organisation zur Förderung des Tourismus, verwaltet. Als einige der wenigen Moscheen ist sie auch für Nicht-Muslime zugänglich und deshalb eine bedeutende Touristenattraktion. Der Moscheekomplex verfügt deshalb auch über mehrere Bereiche, die hauptsächlich für Touristen bestimmt sind: ein Museum, das die Geschichte Dubais zeigt, ein Madschlis, das auch einen Souvenirladen enthält, und einen Speiseraum, in dem vor den Führungen einheimisches Essen serviert wird.

## Geschichte
Die Moschee wurde 1979 fertiggestellt und zählt damit zu den älteren Gebäuden der hochmodernen Millionenmetropole Dubai. Die Moschee wurde im Stadtteil Jumeirah am Persischen Golf errichtet, der für seine auf Touristen ausgerichteten Strandresorts und die große Zahl von Immigranten bekannt ist. Jumeirah wurde während der „Öl-Ära“ stark ausgebaut, als Dubai durch die Entdeckung von Öl zu großem Reichtum gelangte.
Auf der 500-Dirham-Note aus dem Jahr 2003 war die Jumeirah-Moschee abgebildet, wurde aber inzwischen durch den Burj Khalifa ersetzt.

## Architektur

### Außen
Die Moschee ist aus gelb-rosa Sandstein gebaut. Die beiden Minarette und die Kuppel sind mit tiefen Reliefschnitzereien verziert, die für die ägyptische Mamluken-Architektur charakteristisch sind, obwohl in offiziellen Quellen nur die fatimidische Architektur als Inspiration genannt wird. Beide Stile sind auch in Kairo vertreten, wo das ägyptische Ingenieurbüro Hegazy seinen Sitz hat, welches die Moschee gebaut hat. Es gibt zwei Eingänge zur Moschee, einen entlang der Jumeirah-Straße für Touristen und einen weiteren auf der gegenüberliegenden Seite des Gebäudes für Gläubige, die zum Gebet kommen. Der für Muslime bestimmte Eingang ist mit Koraninschriften aus der Sure At-Tauba versehen, die die Bedeutung des täglichen Gebets betonen. Im Außenhof befinden sich Brunnen für die rituelle Waschung.

### Innen

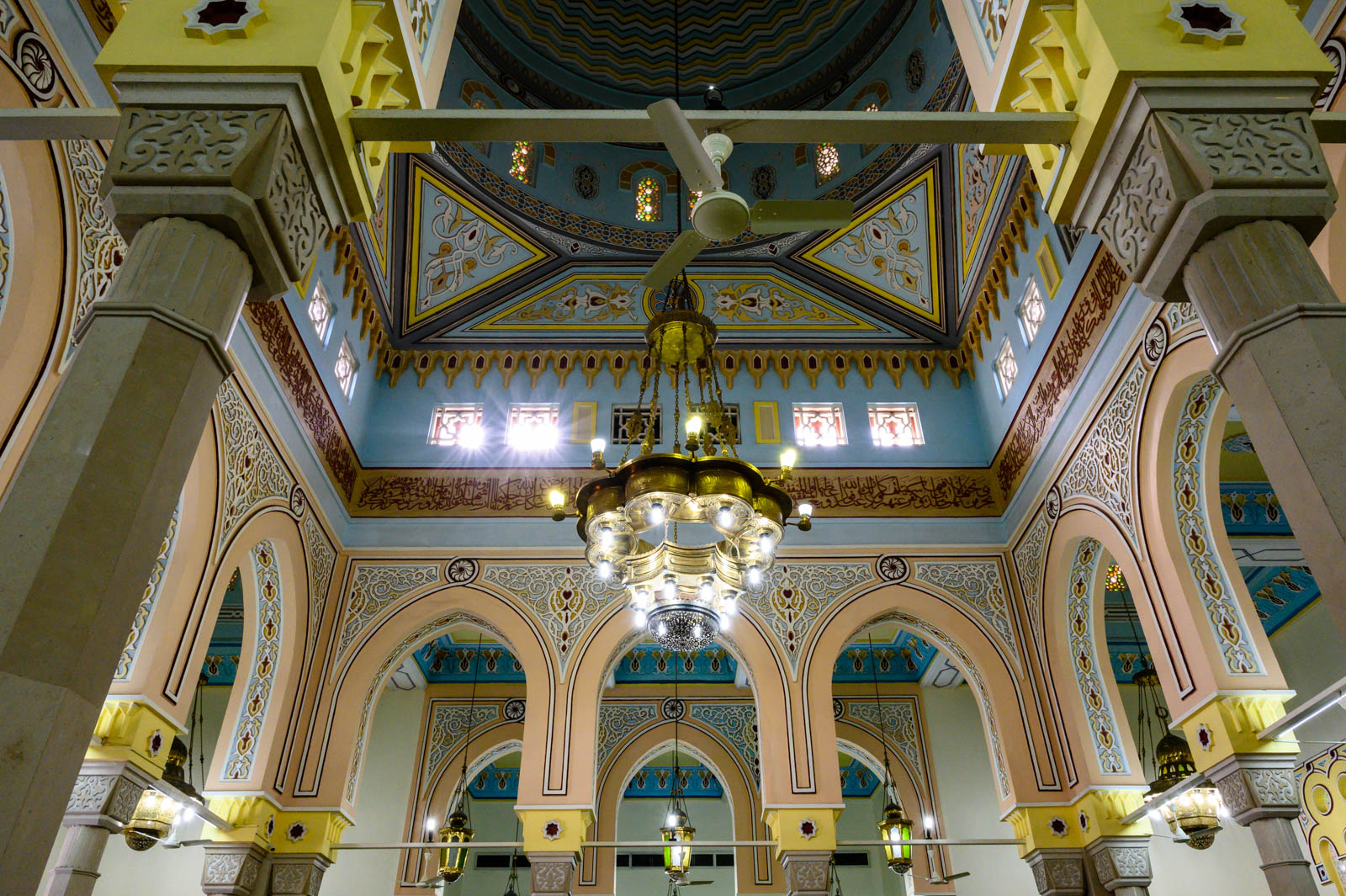
Innenraum der Moschee

Die Säulen im Inneren sind in einem hypostylischen Design um die zentrale Kuppel herum angeordnet, eine Anordnung, die ihren Ursprung in der seldschukischen Architektur hat und auch von den Mamlucken verwendet wurde. Der Boden ist mit einem großen Teppich bedeckt, der mit Blumenmustern verziert ist. Die Inschrift in der Gebetshalle der Moschee rezitiert einen Vers aus der Sure Al-Fath des Korans, wie er in religiösen Stätten, die von Regierungen errichtet wurden, üblich ist.
Die Ebenen des Innenraums der Jumeirah-Moschee sind in verschiedenen Farben gestrichen, wobei Blau als „Himmel“ fungiert, da es auch das Innere der Kuppel bedeckt. Obwohl das Mosaik, das die Kuppel auskleidet, ebenfalls dem traditionellen islamischen Design ähnelt, stellt die Verwendung von Nicht-Primärfarben in der unteren Hälfte der Moschee eine Abweichung von diesem Stil dar.